# Teoman Öztürk
Teoman Öztürk (nacido el 5 de diciembre de 1967 en Berlín, Alemania)  es un exjugador de baloncesto alemán. Con 2.08 de estatura, jugaba en la posición de pívot.

## Equipos
- 1987-1988  TuS Lichterfelde
- 1988-1997 ALBA Berlín
- 1997-1999  Galatasaray
- 1999-2000  Ülkerspor
- 2000-2004 ALBA Berlín

## Palmarés
- Liga de Alemania: 4

Alba Berlín: 1996-1997, 2000-2001, 2001-2002, 2002-2003
- Copa de Alemania: 4

Alba Berlín: 1997, 2002
- Copa Korać: 1

Alba Berlín: 1994-95